# Sherlyn González
Sherlyn González (Guadalajara, Jalisco, 14 de octubre de 1985), más conocida como Sherlyn, es una actriz y cantante mexicana, conocida por su personaje de Gabriela Chávez Rey en Clase 406.

## Biografía
Su debut como actriz se da en el año de 1993 participando al lado de Gloria Trevi en la cinta Zapatos viejos, aunque desde 1989 ya había hecho varias participaciones publicitarias.
En 1994 toma parte del programa de comedia Los papás de mis papás y la telenovela Agujetas de color de rosa junto a Natalia Esperón y Flavio César.
Otras películas donde ha tomado parte son: Cilantro y perejil (protagonizada por Arcelia Ramírez, Demián Bichir y Germán Dehesa en 1996), Profundo Carmesí, Elisa antes del fin del mundo, La segunda noche, Serafín y Luces de Bengala.
Como intérprete musical participó en el grupo KIDS entre 1996 y 2000. Como actriz de telenovelas también ha participado en Mi destino eres tú al lado de Lucero. En 2002 consigue su primer protagónico, con el papel de Gaby Chávez en Clase 406 junto a Jorge Poza, Anahí Puente, Dulce María, Alfonso Herrera e Irán Castillo. Participó en la telenovela Corazones al límite en 2004 donde hizo el papel de Connie, la villana de la historia, y Alborada en 2005 donde interpretó a la sufrida Marina, trabajó en la producción de Salvador Mejía Fuego en la sangre al lado de Adela Noriega, Eduardo Yáñez, Jorge Salinas, Pablo Montero y Diana Bracho. En 2008 se integró a Cuidado con el ángel al lado de Maite Perroni, William Levy y Helena Rojo. 
En teatro, estuvo de septiembre de 2006 hasta marzo de 2007 protagonizando la obra teatral Vaselina, personificando a Sandy. Esta obra se estuvo representando en el Teatro Pedregal de la Ciudad de México, compartió escenario con su compañero Aarón Díaz, Álex Ibarra, Daniela Luján entre otros.
Dentro de su carrera ha ganado varios premios importantes como el Silver Goddess como mejor revelación y una nominación como mejor actriz por su película Elisa antes del fin del mundo.
La noche del jueves 5 de marzo, interrumpió las grabaciones del final de la telenovela Cuidado con el ángel que se realizaban en Cancún, Quintana Roo, al enterarse del fallecimiento de su hermano mayor.
En 2009 obtiene su segundo protagónico en la telenovela Camaleones haciendo pareja de Pee Wee, además participa en la agrupación musical del mismo nombre. También se integró al elenco de Mujeres asesinas.
En 2010 participó en la obra de teatro Agosto compartiendo créditos con Blanca Guerra y Lilia Aragón y participó como conductora del programa Hoy sábado.
Interpretó el papel de Ana López en Una familia con suerte, junto a Arath de la Torre, Mayrin Villanueva y Luz Elena González. 
En 2012, trabajo en la serie de Telehit Hoy soy nadie junto a Emmanuel Orenday y estelariza en la telenovela Amores verdaderos, interpretando a Liliana Arriaga Corona quien su verdadero nombre es Lucia Celorio Balvanera, la hija perdida de "Adriana Balvanera" y "Vicente Celorio", junto a Erika Buenfil, Eiza González, Sebastián Rulli, Eleazar Gómez y nuevamente compartió créditos con Eduardo Yáñez y también con Natalia Esperón.

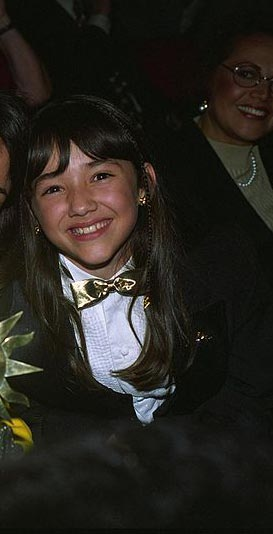
Sherlyn en 1993

## Vida personal
Su primer romance famoso fue con el actor Aarón Díaz; más tarde, en 2013, contrajo matrimonio en Cancún con el coordinador parlamentario del partido nueva alianza de Puebla, Gerardo Islas Maldonado. El 15 de noviembre de 2014, la actriz realizó su unión matrimonial por la iglesia con Gerardo Islas Maldonado, fallecido el 2 de febrero de 2023, en España, a causa de un infarto. En noviembre de 2015 trascendió que pasaban por una fuerte crisis matrimonial, se separaron en febrero de 2016 y dos meses más tarde, se divorciaron.
Desde su divorcio, Sherlyn comenzó a salir con el comunicador Francisco Zea, que incluso le dio anillo de compromiso, pero su relación no prosperó. Después inició una relación con José Luis, de Río Roma la cual terminó en marzo de 2019. 
En diciembre de 2019 dio la noticia de que se convertiría en mamá por inseminación artificial. Dio a luz a su primogénito André el 30 de mayo de 2020.

## Filmografía

### Cine
- The Duchess of Cancun (2016) - Ava
- Todas mías (2012) - Guadalupe
- Nikté (2009) - Nikté (voz)
- Sabel Redemption (2008) - Vanish (voz)
- Llamando a un ángel (2008)
- Una de balazos (2005) - Assassin
- A todos nos puede pasar (2004) - Dir
- Los Thunderbirds (2004) - Tintin (voz)
- Juego de niños (2002) - Teresa
- Serafín: la película (2001) - Elisa León
- La segunda noche (1999) - Laura
- Campo de ortigas (1998) - Penélope
- Elisa antes del fin del mundo (1997) - Elisa
- Profundo carmesí (1996) - Teresa
- Cilantro y perejil (1995) - Mariana
- Zapatos viejos (1993) - Mary

### Telenovelas
- Papás por conveniencia (2024-2025) - Silvana Cruz Muriel.
- ¿Qué le pasa a mi familia?  (2021) - Jade Castillo Jaurello
- Ahí te encargo (2020) - Lisa
- Antes muerta que Lichita (2015-2016) - Margarita "Magos" Gutiérrez López[4][5]
- Amores verdaderos (2012-2013) - Liliana Arriaga Corona / Lucía Celorio Balvanera[6]
- Una familia con suerte (2011-2012) - Ana Isabel López Torres
- Camaleones (2009-2010) - Solange "Sol" Ponce de León Campos
- Cuidado con el ángel (2008-2009) -  Rocío San Román Bustos
- Fuego en la sangre (2008) - Libia Robles Reyes
- Amor sin maquillaje (2007) - Romina
- Alborada (2005-2006) - Marina Sandoval
- Corazones al límite (2004) - María de la Concepción "Conny" Pérez Ávila
- Clase 406 (2002-2003) - Gabriela "Gaby" Chávez
- El juego de la vida (2002) - Gabriela "Gaby" Chávez
- La intrusa (2001) - Maricruz Roldán Limantour
- Mujer bonita (2001) - Milagros
- Mi destino eres tú (2000) - Georgina "Gina" San Vicente Fernández
- Cuento de navidad (1999-2000) - Margarita (joven)
- Amor gitano (1999) - Rosalinda
- Huracán (1997-1998) - Daniela Vargas Lugo Villarreal
- Alguna vez tendremos alas (1997) - Niña del orfanato
- Marisol (1996) - Sofía Garcés del Valle "Piojito"
- Pobre niña rica (1995-1996) - Consuelo Villagrán (niña)
- Agujetas de color de rosa (1994-1995) - Clarita

### Programas
- Netas divinas (2016) - Conductora[7]
- Hoy soy nadie (2012) - Mía Castillo / Juliana Flores[8][9]
- Vecinos  (2019) - Ana Teresa Rubí María Mercedes
- Mujeres asesinas (2009) - Laura Mendoza "Laura, confundida"
- Los simuladores (2008) - Clara
- Ugly Betty (2006-2007) - Lourdes
- Cantando por un sueño (2006) - Participante
- La hora pico (2005) - Nacarlyn
- Big Brother (2004)
- Mujer, casos de la vida real (2002) - Julieta
- Los papás de mis papás (1994) - Jasive

### Teatro
- Dios mio hazme viuda por favor (2017)
- Las arpías (2017-2018) - Gina
- Como quieras... ¡Perro ámame! (2016-2018)- Samantha "Sam"
- Mamma Mia (2010) - Sophie
- Agosto (2010) - Norma
- Papito querido
- Vaselina (2006-2007) - Sandy

## Premios y nominaciones

### Premios TVyNovelas
| Año  | Categoría                 | Telenovela        | Resultado |
| ---- | ------------------------- | ----------------- | --------- |
| 2014 | Mejor actriz juvenil      | Amores verdaderos | Ganadora  |
| 2006 | Mejor actriz juvenil      | Alborada          | Nominada  |
| 2003 | Mejor revelación femenina | Clase 406         | Nominada  |

### People en Español
| Año  | Categoría               | Telenovela        | Resultado |
| ---- | ----------------------- | ----------------- | --------- |
| 2013 | Mejor actriz secundaria | Amores verdaderos | Ganadora  |

### Premios Califa de Oro
| Año  | Categoría         | Programa/Telenovela | Resultado |
| ---- | ----------------- | ------------------- | --------- |
| 2006 | Destaca Actuación | Alborada            | Ganadora  |

### Premios INTE
| Año  | Categoría               | Trabajo nominado | Resultado |
| ---- | ----------------------- | ---------------- | --------- |
| 2003 | Talento juvenil del año | La intrusa       | Nominada  |

### Premios Ariel
| Año  | Categoría    | Pelicula                      | Resultado |
| ---- | ------------ | ----------------------------- | --------- |
| 1998 | Mejor actriz | Elisa antes del fin del mundo | Nominada  |